# Национальная ассамблея Гамбии
Национальная ассамблея (англ. National Assembly) — законодательный орган Гамбии. Расположен в столице Гамбии Банжуле. Парламент является однопалатным и включает 53 депутата.

## Состав и избирательная система
Национальная ассамблея Гамбии является однопалатным парламентом. Она состоит из 53 депутатов, избираемых на 5 лет. Из них 48 членов парламента избираются в ходе прямых выборов, оставшиеся 5 депутатов назначаются президентом Национальной ассамблеи. Депутаты избираются в одномандатных округах простым большинством.

## История
Законодательная власть, основанная на всеобщем избирательном праве, появилась в Гамбии в мае 1962 года, когда состоялись первые прямые выборы в Палату представителей, включавшую 32 депутата. Выборы выиграла Народная прогрессивная партия, которой руководил Дауда Кайраба Джавара. После объявления независимости Гамбии в 1965 году Народная прогрессивная партия доминировала в парламенте, последовательно одерживая победы на выборах 1966, 1972, 1977, 1982, 1987 и 1992 годов.
После военного переворота 1994 года под предводительством Яйя Джамме парламент был распущен, а политические партии запрещены. В августе 1996 года с принятием новой Конституции запрет на политические партии был снят за исключением партий, действовавших ранее, включая Народную прогрессивную партию.
Парламент был восстановлен после выборов в Национальную ассамблею 2 января 1997 года. Большинство получила партия Яйя Джамме Альянс за патриотическую переориентацию и созидание. Запрет на оставшиеся партии был снят в августе 2001 года.
7 апреля 2017 года ЦИК Гамбии объявил о том, что Объединённая демократическая партия получило 31 места из 53 мест, на выборах 2017 года.

## Спикер
| Имя                                   | Срок полномочий                       | Партия                                              |
| Спикеры Национальной ассамблеи Гамбии | Спикеры Национальной ассамблеи Гамбии | Спикеры Национальной ассамблеи Гамбии               |
| ------------------------------------- | ------------------------------------- | --------------------------------------------------- |
| Мустафа Вадда                         | 1997-2002                             | Альянс за патриотическую переориентацию и созидание |
| Дибба Мустафа Шерифф                  | 2002-2006                             | NCP                                                 |
| Белинда Бидвелл                       | 2006-2007                             | независимый                                         |
| Фатомотто Джахьмпа Цисей              | 2007-2010                             | Альянс за патриотическую переориентацию и созидание |
| Абдулие Бойянг                        | 2010-2017                             | Альянс за патриотическую переориентацию и созидание |
| Мариам Джек-Дантон                    | 2017-2022                             | Объединённая демократическая партия                 |
| Фабакари Ятта                         | с 2022                                | Альянс за патриотическую переориентацию и созидание |